# Albrechtsberg an der Großen Krems
Pour les articles homonymes, voir Albrechtsberg.
Albrechtsberg an der Großen Krems est une commune autrichienne du district de Krems en Basse-Autriche.